# Andrés Cunha
Andrés Ismael Cunha Soca (ur. 8 września 1976 roku w Montevideo) – urugwajski sędzia piłkarski. Od 2013 roku sędzia międzynarodowy.
Sędziował mecze na Copa América 2015, a wcześniej także mecze Copa Libertadores 2015 i innych rozgrywek w Ameryce Południowej jak Copa Sudamericana (U20 i U15).
Cunha znalazł się na liście 35 sędziów Mistrzostw Świata 2018.

## Sędziowane mecze Mistrzostw Świata 2018
| Mecz                | Data       | Miejsce                          | Runda        | Wynik | Żółta kartka | Czerwona kartka |
| ------------------- | ---------- | -------------------------------- | ------------ | ----- | ------------ | --------------- |
| Francja – Australia | 16.06.2018 | Kazań Ariena, Kazań              | Faza grupowa | 2:1   | 4            | 0               |
| Iran – Hiszpania    | 20.06.2018 | Kazań Ariena, Kazań              | Faza grupowa | 0:1   | 2            | 0               |
| Francja – Belgia    | 10.07.2018 | Stadion Kriestowskij, Petersburg | Półfinał     | 1:0   | 5            | 0               |